# Marie Hélène Allain
Pour les articles homonymes, voir Allain (homonymie).
Marie Hélène Allain est une artiste et enseignante acadienne. Elle est née en 1939 à Sainte-Marie-de-Kent, dans la province du Nouveau-Brunswick, au Canada.

## Biographie
Marie Hélène Allain est née et habite à Sainte-Marie-de-Kent, dans le sud-est du Nouveau-Brunswick, au Canada. Religieuse,, elle entre, à seize ans, au couvent des Religieuses de Notre Dame du Sacré-Cœur. Elle prononce ses vœux temporaires en 1958 et ses voeux perpétuels en 1961. Après avoir obtenu un brevet d’enseignement du ministère de l’Éducation du Nouveau-Brunswick en 1959, elle enseigne les matières de base en écoles primaires. En même temps, elle poursuit des études d’art au Collège Notre-Dame d’Acadie, de Moncton, et à l'Université Queen's, en Ontario. En 1966, elle obtient le baccalauréat ès arts de l’Université de Moncton. Elle prolonge encore cette formation artistique à l’Université du Québec à Montréal jusqu'en 1971.
De retour au Nouveau-Brunswick, elle devient enseignante en expression artistique à temps partiel dans les écoles primaires, de 1971 à 1974. Elle est ensuite professeure à temps partiel de didactique en expression artistique et de sculpture à l’Université de Moncton de 1974 à 1979. Parallèlement à ses activités d’enseignement, elle se consacre à la sculpture. En 1978, Marie Hélène Allain effectue un séjour de huit mois en Europe, dont six mois de perfectionnement professionnel à Pietrasanta, en Italie. À partir de 1979, elle se consacre presque exclusivement à son art, tout en donnant à l’occasion quelques cours de sculpture, notamment à l’Université de Moncton et à l’Université du Québec à Montréal.
Depuis 1972, elle a participé à près de 50 expositions, parmi lesquelles plus de 20 en solo et quelques-unes itinérantes présentées au Canada, en France, en Italie ainsi qu'aux États-Unis.
Elle produit des illustrations et surtout des sculptures de pierre, ou de fer. Plusieurs de ses sculptures de pierre sont exposées dans des édifices publics ou des centres culturels de la province du Nouveau-Brunswick, notamment en Kent-Sud.
Elle a été boursière du Conseil des Arts du Canada, ainsi que de la province du Nouveau-Brunswick. En 1996, elle est lauréate du Prix Strathbutler pour l'excellence dans les arts visuels au Nouveau-Brunswick. En 2001, elle obtient le prix Éloize de l'artiste de l'année en arts visuels. En 2019, elle reçoit le prix du Lieutenant-gouverneur pour les arts
Une monographie de Carolle Gagnon, Marie Hélène Allain la symbolique de la pierre, lui est consacrée. Un film documentaire de Rodolphe Caron, Marie Hélène Allain en dialogue avec la pierre, co-produit par l'Office national du Film du Canada et les Productions Appalaches, a été réalisé en 2008,.

## Expositions
- Histoires de souches & other family stories..., avec Alisa Arsenault, Galerie d'art Louise-et-Reuben-Cohen, 2018
- Marie Hélène Alain : Imagerie de l'héritière, Musée du Nouveau-Brunswick, Saint-Jean, N.-B., 2016. Commissaire : Peter J. Larocque[10]
- Marie Hélène Allain : Le caractère sacré de la pierre/The Numinosity of Stone, Galerie d'art Beaverbrook, Fredericton, N.-B., 2011. Commissaire : Terry Graff[11]
- Oser l'aventure de la création - Inutile gratuité et Secrets d'une passion, Galerie d'art Louise-et-Reuben-Cohen[12], Moncton, N.-B., 2008; Maison de la culture, Ahuntsic-Cartierville, Montréal, Qc, entre 2008 et 2011 ; Centre Materia, Québec, Qc, entre 2008 et 2011.
- Secrets de varnes/Secrets of Alder, Owens Art Gallery, 2006. Commissaire : Jennifer Macklem
- Une pierre pour toi, Musée du Nouveau-Brunswick, Saint-Jean, N.-B., 2001. Commissaire : Peter J. Larocque
- Marie Hélène Allain, sculptures, Galerie d'art de l'Université de Moncton, Moncton, N.-B., 1989. Commissaire : Luc A. Charette

## Film sur l'artiste
Marie Hélène Allain en dialogue avec la pierre, 2008. Réalisateur : Rodolphe Caron; Producteur : ONF